# 子楝树
子楝树（学名：Decaspermum gracilentum），又稱十子木，为桃金娘科子楝树属下的一个种。